# 龙州葡萄
龙州葡萄（学名：Vitis balanseana var. ficifolioides）为葡萄科葡萄属小果葡萄的变种。分布在中国大陆的广西等地，目前尚未由人工引种栽培。